# Invasione del Trentino (Garibaldi - 1866)
L'invasione del Trentino del 1866 fu una campagna della terza guerra d'indipendenza italiana che consistette nel riuscito tentativo, da parte di Giuseppe Garibaldi e dei suoi volontari, di forzare le difese austriache in Tirolo e di aprirsi la strada verso Trento.

## Premesse
Allo scoppio della terza guerra d'indipendenza italiana, il 23 giugno 1866, ai volontari di Giuseppe Garibaldi, riuniti nel Corpo Volontari Italiani, venne comandato di controllare il lungo fronte che divideva la Lombardia dal Tirolo, principalmente attraverso tre vie di penetrazione: il passo dello Stelvio, a nord, il passo del Tonale, al centro, il lago d'Idro, a sud.

## Le truppe a disposizione

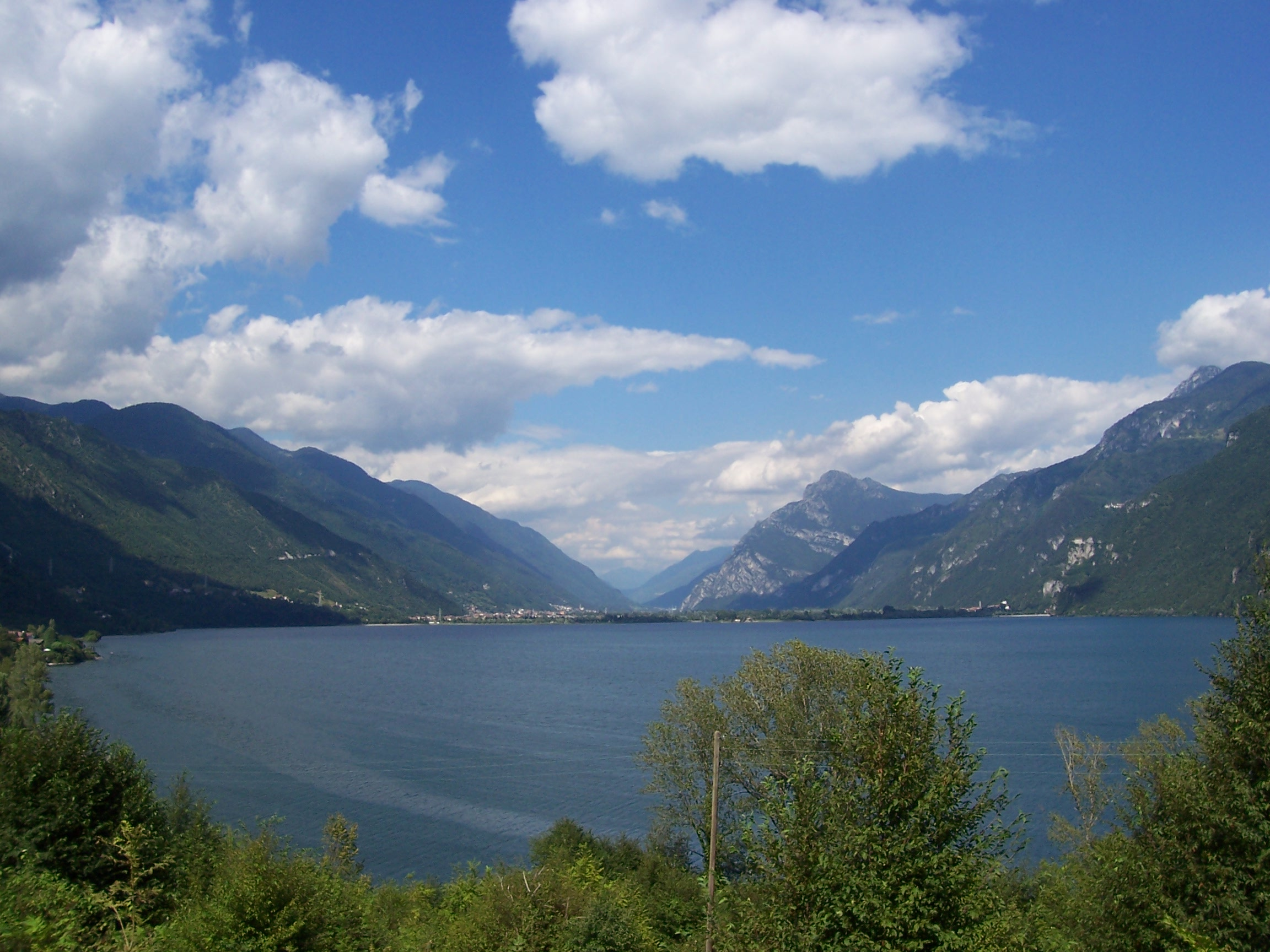
Il lago d'Idro a Ponte Caffaro e in lontananza la Valle del Chiese direttrice dell'avanzata garibaldina

Sul fronte del lago d'Idro, Garibaldi ebbe inizialmente a disposizione quattro battaglioni di volontari (maggioranza lombardi e piemontesi), giunti appena il 23 giugno dalla loro precedente base a Salò. I rinforzi arriveranno poi, essendo proceduto con grande lentezza l'inquadramento dei moltissimi volontari a disposizione. In generale, infatti, nel 1866 le operazioni di mobilitazione si rivelarono disastrose ed a soffrirne furono soprattutto le forze non direttamente pertinenti all'Esercito Regio.
Garibaldi, in ogni caso, giunse a disporre di circa 35 000 soldati volontari, contro i 16 000 (maggioranza tirolesi) del comandante austriaco del Trentino, generale barone Kuhn. Ma quest'ultimo aveva truppe addestrate alla guerra in montagna, come gli Schützen trentini, e conduceva una guerra di contenimento, appoggiandosi a posizioni fortissime, per la natura dei luoghi e molte opere permanenti di fortificazione. Il teatro bellico costringeva, inoltre, l'attaccante italiano a procedere lungo percorsi limitati e prevedibili, negandogli ogni vantaggio tattico di sorpresa. Inoltre l'equipaggiamento dei volontari italiani, vestiti di camicia rossa e armati di vecchi fucili, era inferiore a quello dei soldati austriaci.
Sul lago di Garda, la flotta italiana era in netta inferiorità rispetto a quella austriaca, come poté verificare lo stesso generale a Salò il 18 giugno. Il 19 giugno si assicurò delle povere difese costiere visitando le batterie di Maderno e spingendosi fino a Limone sul Garda.
La situazione era particolarmente grave nell'alto lago, come avrebbe dimostrato la cattura, il 19 luglio a Gargnano, del piroscafo Benaco da parte di due vapori austriaci, che effettuarono, per soprannumero, un bombardamento del paesino.

## Le prime azioni di Garibaldi

Cartina delle operazioni

Il primo fatto d'armi si ebbe il 21 giugno, quando un reparto di volontari italiani assalì un posto di guardia al passo di Bruffione, sopra Cimego.
Nel settore bresciano, fra il lago d'Idro e il lago di Garda, il confine passava poco a nord del primo, lungo il corso del Caffaro. Da lì, verso nord si estendono le Valli Giudicarie che, lungo il corso del Chiese ed attraverso Stenico, consentivano di liberare il lato orientale del passo del Tonale, ovvero scendere su Trento.
Già il 21 giugno, due giorni dopo la dichiarazione di guerra, Garibaldi aveva comandato al 2º Reggimento Volontari Italiani e al 2º Battaglione bersaglieri di raggiungere le posizioni di confine, specie il monte Suello, luogo forte che dominava il Piano d'Oneda e lo strategico passaggio di confine al ponte sul Caffaro.
Il passaggio appariva obbligato in quanto, fra i due laghi, non esisteva altra strada percorribile con artiglierie.  La sponda orientale del lago di Garda, d'altra parte, era tenuta dalle fortezze di Verona e dalla superiorità navale austriaca.
Il 25 giugno veniva occupato il ponte sul Caffaro: le avanguardie assalirono Ponte Caffaro, ed avanzarono attraverso Lodrone sino a Darzo. Qui vennero agganciate dagli austriaci ed inseguite sino al ponte, ove poteva contrattaccare e mettere in fuga il nemico, respingendolo sino a Lodrone.

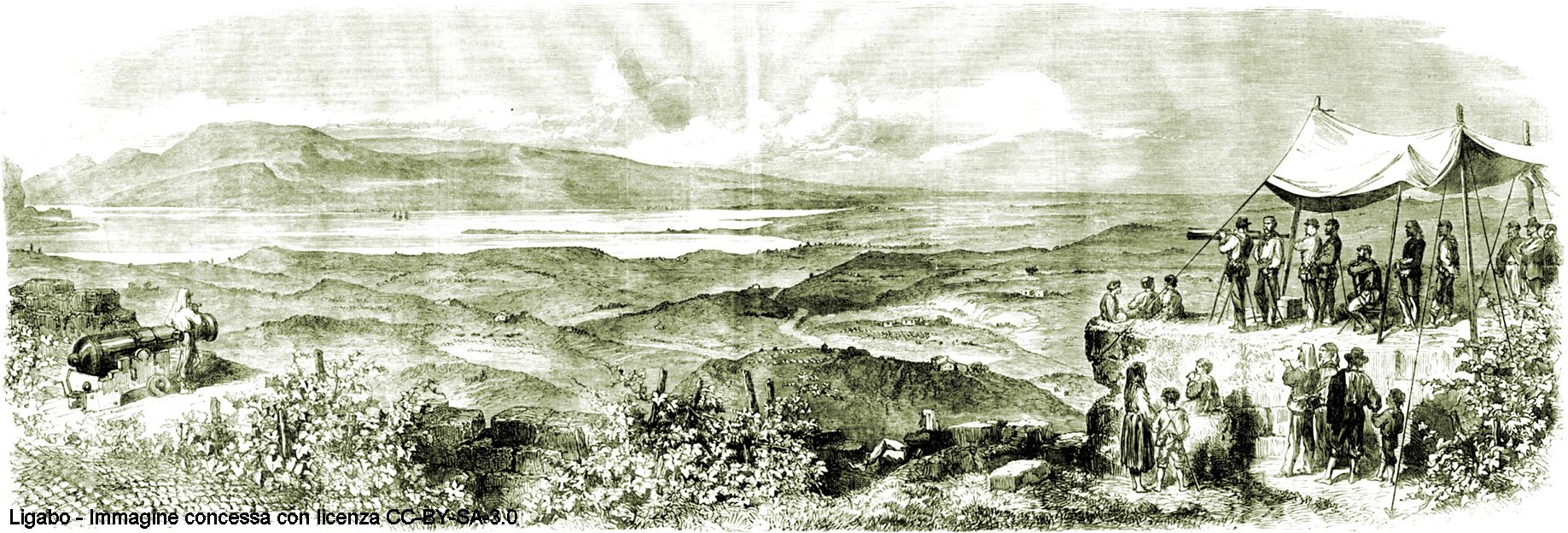
Quartier generale di Garibaldi a Lonato il 27 giugno 1866

Ma la sera del 25 giugno, all'indomani della battaglia di Custoza, Garibaldi ricevette dal capo di stato maggiore italiano, generale La Marmora, l'ordine di ritirarsi all'estremità sud-occidentale del lago, sul triangolo Salò-Desenzano-Brescia con centro a Lonato, in previsione di un'avanzata nemica oltre il Mincio. Garibaldi trasferì, quindi, 15 000 uomini tra Lonato e Desenzano e mise Brescia in stato di difesa. Lasciando alcuni reparti a difesa di Rocca d'Anfo (che gli austriaci chiamavano "spia d'Italia").
L'esercito austriaco non seguì, tuttavia, il La Marmora nel suo ripiegamento e, già il 1º luglio, Garibaldi, lasciati tre reggimenti tra Salò e Lonato e spostate ulteriori truppe in Valcamonica a protezione del passo del Tonale (battaglia di Vezza d'Oglio), poté riprendere la marcia verso il lago d'Idro e la frontiera trentina.

## L'agganciamento delle posizioni austriache
Il Kuhn si era limitato a rioccupare le posizioni di confine perdute, avanzando una decina di chilometri sino a Rocca d'Anfo, salvo subito rinunciare ad ogni iniziativa e subito sloggiare. Nel frattempo due piccole colonne erano penetrate verso la media Valcamonica e la Val Sabbia: si mantennero requisendo generi alimentari, esplorarono e rientrarono alla base.

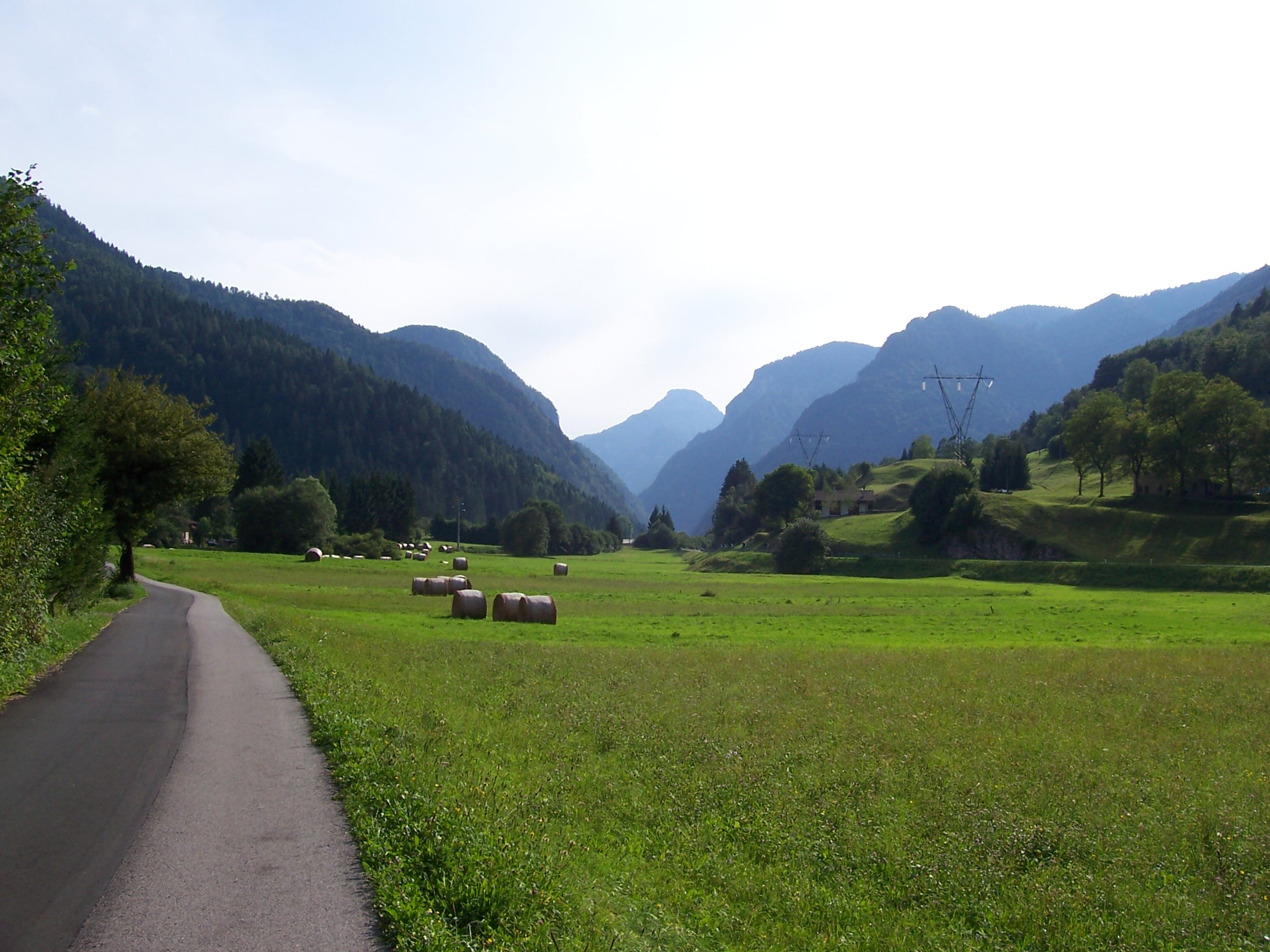
La Valle d'Ampola vista da Tiarno di Sopra.

Il 3 luglio Garibaldi assalì la forte posizione sul monte Suello, che gli austriaci avevano nel frattempo occupato e che difesero molto bene, salvo, minacciati di aggiramento, abbandonarla durante la notte.
Le perdite italiane erano state, però, gravi, e Garibaldi era stato ferito alla coscia. Egli dovette così riparare in una casa di Anfo, il primo paese italiano a sud del confine, affidando il comando al Corte.
La vittoriosa battaglia di Monte Suello consentì ai volontari di procedere a nord, in territorio trentino: i volontari passarono il Caffaro, quindi Lodrone e Darzo.  Il 5 luglio ed il 10 luglio, due ricognizioni austriache giunsero attraverso Darzo a Lodrone, dove si ebbero degli scontri. I garibaldini ne profittarono per occupare, il 12 luglio, Storo, loro nuovo quartier generale, e Condino. Garibaldi era giunto il 12 luglio in carrozza.
Il 13 luglio la posizione dei volontari in Storo era già talmente forte che una colonna austriaca rinunciò ad avvicinarsi.  Il 14 luglio Garibaldi poteva ricevervi la visita di Francesco Crispi. Nei giorni successivi l'avanguardia garibaldina si installò a Cimego, col suo ponte sul Chiese, circa 20 km a nord del Caffaro.
La via era ora ostruita da due complessi fortificati austriaci: i cosiddetti forti di Lardaro, a nord lungo il fiume Chiese ed il forte d'Ampola, ad ovest subito sopra Storo verso la Val di Ledro.
Lo stesso 14 luglio, il re Vittorio Emanuele II di Savoia e lo Stato Maggiore, nel corso di un Consiglio di Guerra tenuto a Ferrara, stabilirono finalmente un atteggiamento aggressivo al prosieguo della guerra. In particolare il Cialdini avrebbe guidato un esercito principale di 150 000 attraverso il Veneto, mentre Garibaldi avrebbe dovuto penetrare a fondo in Trentino, avvicinandosi il più possibile al capoluogo.
Infatti, ora che l'acquisizione del Veneto era certa, appariva soprattutto urgente procedere all'occupazione del Trentino e delle città della Venezia-Giulia, per non vedersele sfuggire alle trattative di pace.

## Parallele azioni sul fronte dello Stelvio e del Tonale

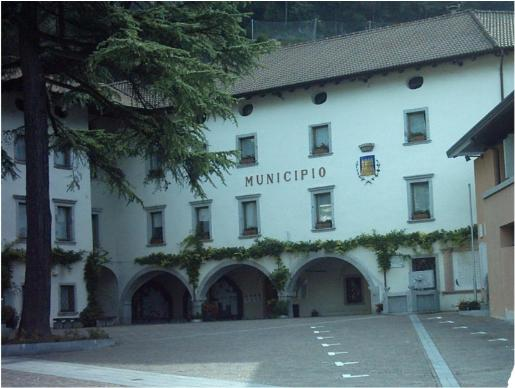
Il municipio di Storo, ex casa Cortella, fu sede del quartier generale di Garibaldi nel corso dell'assedio al Forte d'Ampola.

Parallelamente si svolgeva una seconda piccola guerra alpina, più a nord, lì dove la Lombardia confina con il Trentino sul passo del Tonale, ma questa volta a parti invertite: un corpo di circa tremila austriaci discese la valle attraverso ponte di Legno, sino ad attestarsi fra Vezza d'Oglio e Temù, in prossimità di una linea fortificata tenuta dal Regio Esercito.
Il quattro luglio respinsero un furioso assalto "alla garibaldina", baionetta in canna e quasi completamente allo scoperto, lanciato dal 2º battaglione di bersaglieri, del quale ebbero facilmente ragione. Cadde il comandante colonnello Nicostrato Castellini oltre a 19 altri bersaglieri e 60 feriti (battaglia di Vezza d'Oglio).
L'avanzata austriaca aveva proceduto anche dal secondo dei grandi passi alpini che dividono la Lombardia italiana dall'Alto Adige: il passo dello Stelvio. Il 2 luglio una colonna aveva occupato Bormio ed il passo del Mortirolo. La Guardia Nazionale Mobile, attestata alla stretta di Sondalo, seppe riconquistare le posizioni perdute, rioccupandole l'11 luglio (Operazioni in Valtellina del 1866)

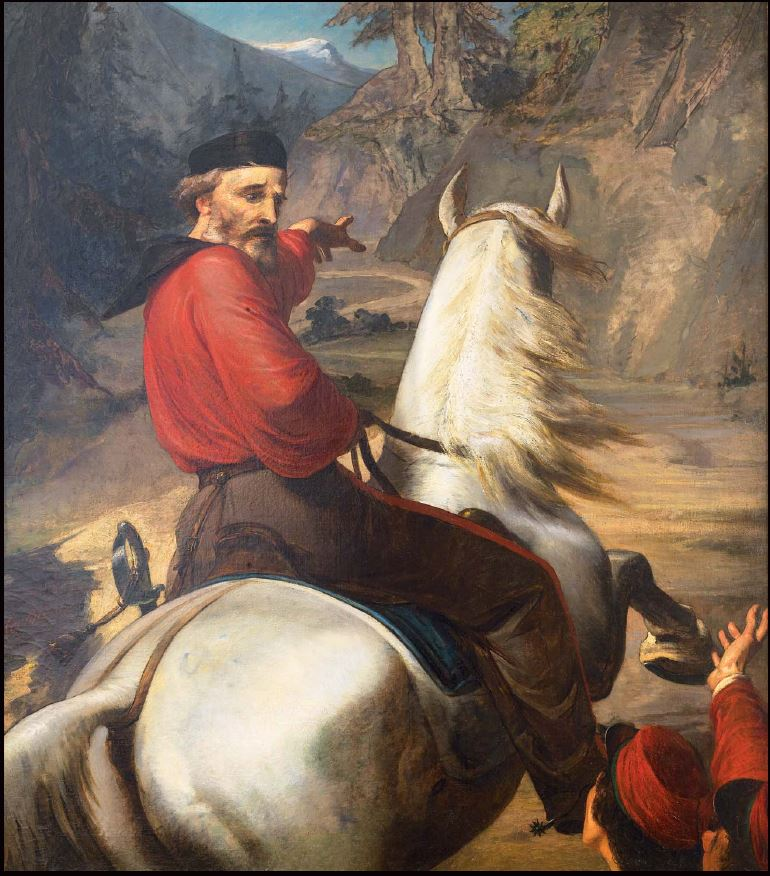
Giulio Carlini: Giuseppe Garibaldi a cavallo durante la campagna del trentino

L'offensiva austriaca, comunque, non venne ulteriormente alimentata dai comandi tirolesi e le linee sui passi mantenute sino al termine della guerra.

## La vittoria di Condino

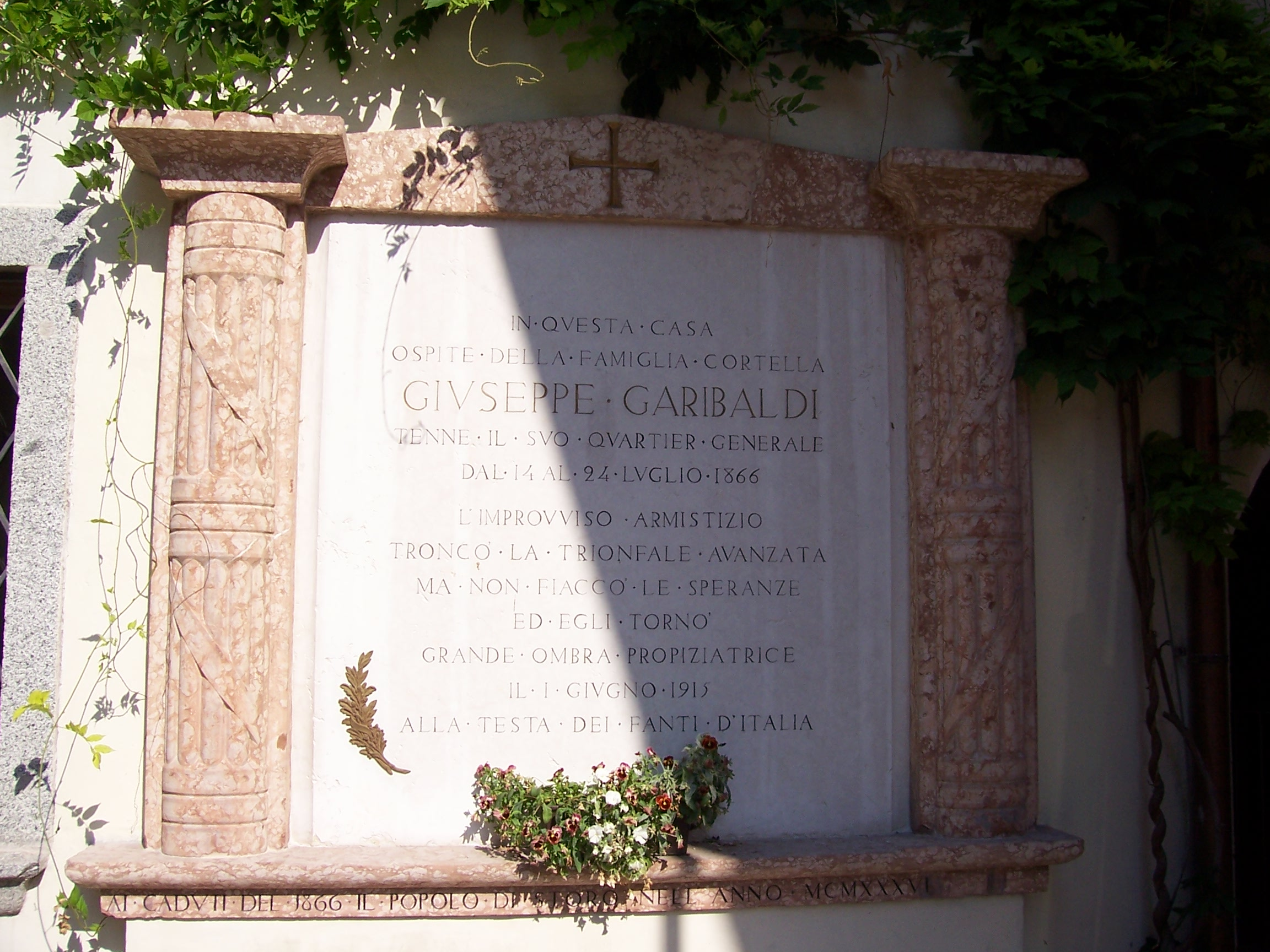
La lapide posta sulla facciata del Municipio di Storo che ricorda il quartier generale di Garibaldi

La reazione austriaca appariva fiacca ma, in effetti, l'ottimo generale Kuhn stava preparando una controffensiva aggirante da nord, da Lardaro lungo il Chiese, e da sud, sul fianco destro garibaldino, da Bezzecca e la Val di Ledro, giù dal forte d'Ampola. Si trattava di impedire a Garibaldi di consolidare le posizioni o, perlomeno, di scompaginarne le file per ritardare l'avanzata.
Il 16 luglio la colonna settentrionale assalì Cimego ed il ponte sul Chiese, ricacciando i volontari giù verso Condino, mentre la colonna meridionale giunse solo a bombardare la strada da Storo verso Condino (battaglia di Condino).
L'azione di accerchiamento era fallita e gli austriaci non avevano forze sufficienti ad inseguire gli Italiani giù per il Chiese. La strada per Trento contava ancora troppe posizioni forti e luoghi adatti alla battaglia perché gli austriaci gettassero una parte importante delle proprie forze in una singola battaglia.
A Condino e Storo, infine, Garibaldi poteva sempre contare su una grande superiorità numerica, forze in larga misura non ancora entrate in combattimento. Il Kuhn ordinò quindi alle tre colonne di riguadagnare le posizioni di partenza.

## L'avanzata verso Riva del Garda
L'azione di aggiramento austriaca aveva reso chiaro il rischio di proseguire verso nord, lungo le valli Giudicarie, senza prima aver assicurato il fianco destro ed aver neutralizzato il forte d'Ampola.

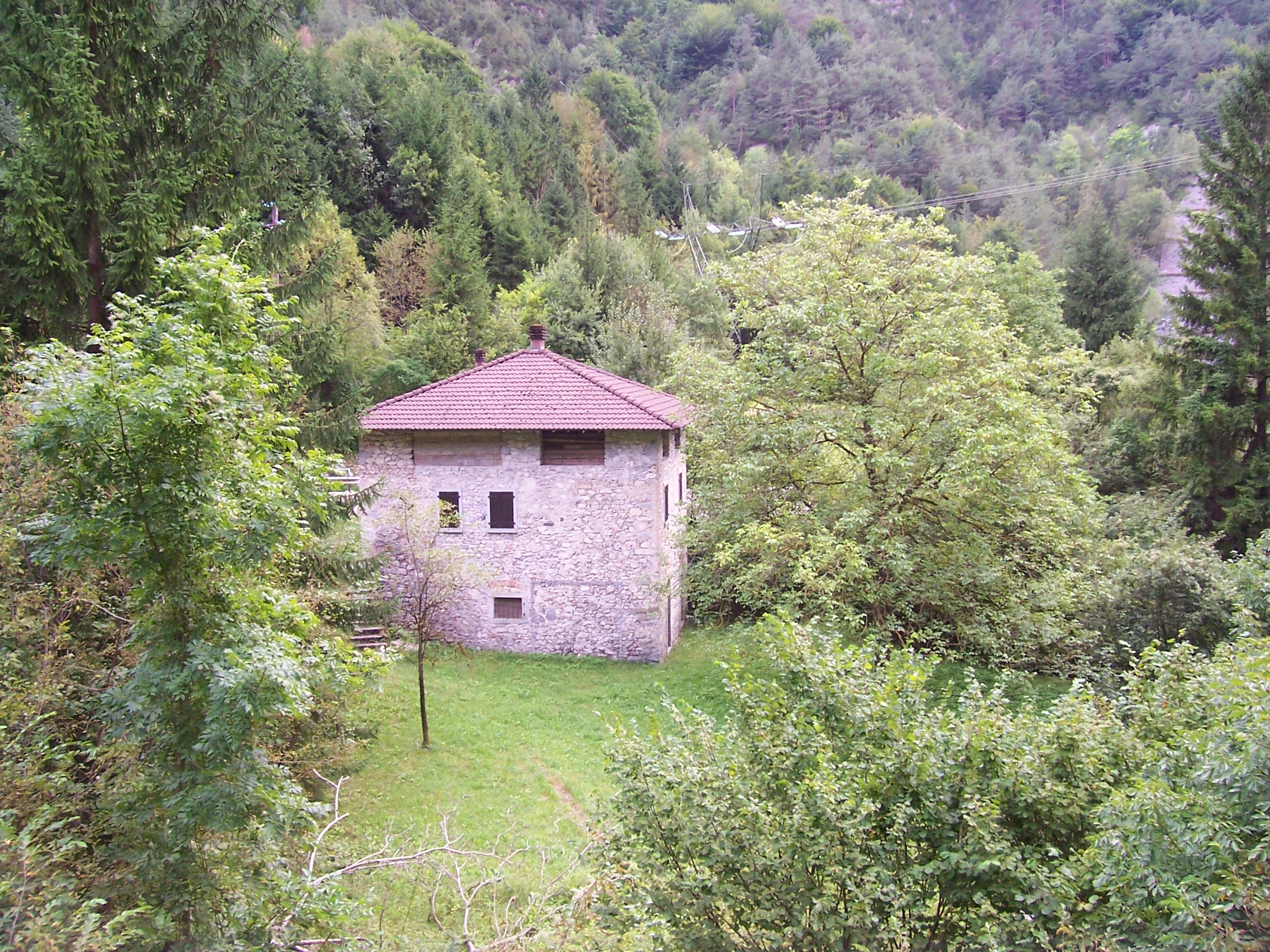
I resti del forte d'Ampola

D'altra parte, la presa del forte avrebbe aperto una via alternativa verso Trento: la val di Ledro che, attraverso Tiarno e Bezzecca, porta dal lago di Ledro giù sino al lago di Garda, consentendo di agganciare (o aggirare) i forti di Riva del Garda, poco più lontano.
La notte del 16 luglio veniva dunque posto l'assedio del Forte d'Ampola, che si concludeva il successivo 19 luglio con la resa della guarnigione.
Nel frattempo i volontari avevano sloggiato un drappello austriaco dal passo di Monte Nota, e occupato anche il passo di Monte Giovo, da cui era passata la colonna austriaca che il 16 luglio aveva bombardato Storo e Condino.
Il 17 luglio un contrattacco austriaco al passo Giovo era stato respinto ed i volontari avevano inseguito gli austriaci, costringendoli a ripiegare sino a Lenzumo ed al passo sotto Monte Pichea, abbandonando l'intera Val di Ledro.
Il 18 luglio due compagnie austriache risalivano la Val di Ledro da Riva del Garda, dirette a ricongiungersi con i commilitoni che, si supponeva, occupavano ancora Pieve di Ledro e Bezzecca. Inaspettatamente esse incontrarono in località Pré le avanguardie italiane, che, come da istruzioni, ripiegarono su Molina e poi su Pieve di Ledro, poco oltre Bezzecca. I garibaldini avevano già occupato il borgo con quattro compagnie dopo la battaglia di Pieve di Ledro che aveva costretto la colonna austriaca a ripiegare oltre la sovrastante Cima Pari, verso i forti di Riva del Garda. Dove, il 20 luglio, si ricongiunse con le restanti truppe sgomberate dalla Val di Ledro.
Appena ebbe conoscenza di queste vicende, il Kuhn stabilì di rioccupare l'intera Val di Ledro, spezzare l'assedio al forte d'Ampola (seppe della caduta solo il 21 luglio) e respingere i volontari giù sino a Storo ed oltre. Si trattava, in ogni caso, di impedire a Garibaldi di stabilirsi in val di Ledro e farne una base di ulteriori operazioni verso Riva e la valle dell'Adige.

## La peggiorata condizione strategica degli austriaci

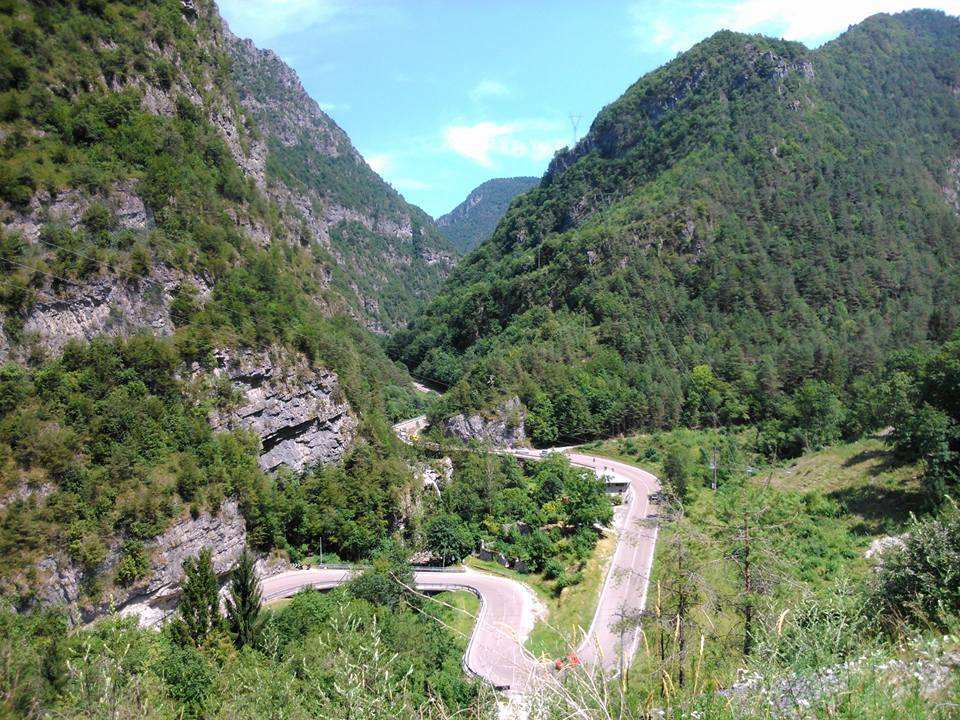
I resti del forte d'Ampola

La situazione degli austriaci stava, nel frattempo, rapidamente peggiorando. Dopo la sconfitta contro i prussiani alla battaglia di Sadowa, il 3 luglio, parte dell'armata austriaca in Italia era stata ritirata a protezione di Vienna e, dopo alcuni tentennamenti, il generale Cialdini aveva diretto una brillante marcia attraverso il Veneto ed era ormai lanciato verso l'Isonzo.
Il 19 luglio, due giorni prima della battaglia di Bezzecca, lo stesso Cialdini aveva affidato una sua divisione al generale Giacomo Medici, antico compagno d'arme di Garibaldi, con il compito di avanzare da Padova ormai liberata e risalire il fiume Brenta verso Trento.
In tal modo le forze austriache in Trentino sarebbero state pressate da due lati e, sperabilmente, spinte a ritirarsi verso l'Alto Adige, a protezione di Bolzano.
A Kuhn, quindi, restavano solo pochi giorni per cercare di battere separatamente Garibaldi, per poi porsi con più decisione a protezione di Trento e della strada che garantiva le comunicazioni fra il Tirolo e le fortezze del Quadrilatero.

## La battaglia di Bezzecca

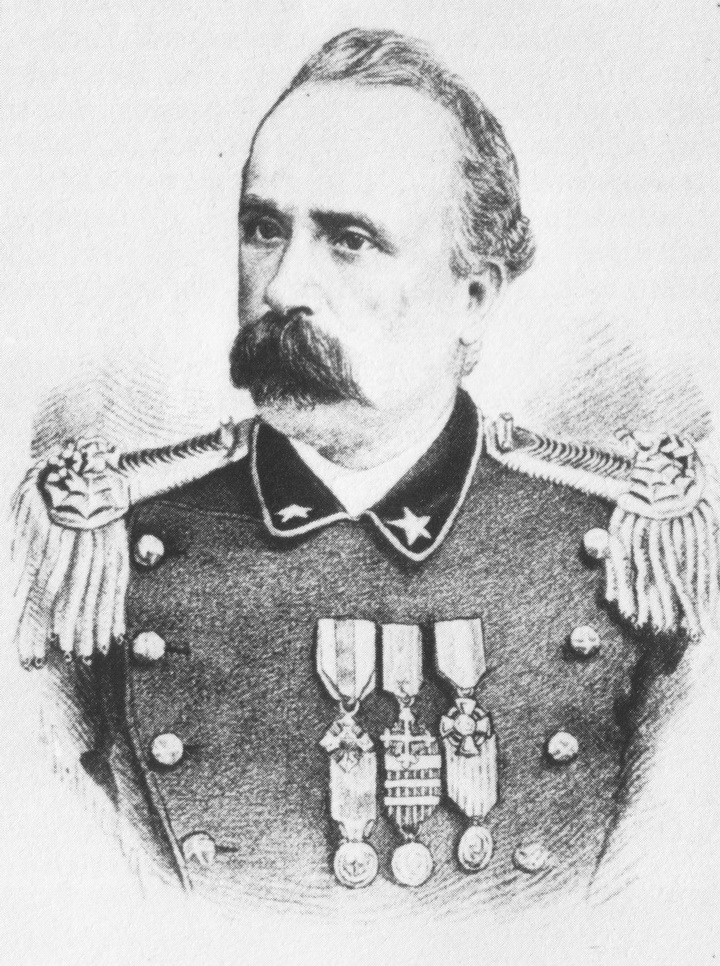
Il generale Orazio Dogliotti

Il Kuhn dispose per un'azione aggirante, da nord, dalla Valle del Chiese, e da ovest, sul nuovo fianco destro garibaldino in val di Ledro e concentrato su Bezzecca: la prima colonna composta dalle truppe del colonnello Montluisant, di Philipp Graf Grunne e del maggiore Julian von Krynicki doveva scendere in Val di Ledro, sloggiare i garibaldini da Pieve di Ledro e Bezzecca, inseguirli sino e Tiarno ed al forte di Ampola e poi giù sino a Storo e Darzo. Le forze si unirono a Campi, di là dal Monte Parì, sopra Riva, il 20 luglio. Contemporaneamente, la seconda colonna composta da truppe del Kaim e dell'Höffern doveva tenere a bada il nemico nella valle del Chiese, ancora una volta a Cimego e a Condino. Le forze si riunirono a Roncone, sopra Lardaro, il 20 luglio.
La mattina del 21 luglio due forti colonne austriache presero contatto con le posizioni tenute dai garibaldini nei pressi di Bezzecca. Gli austriaci presero il punto forte di Locca e poi il paese di Bezzecca. Nelle prime ore della battaglia morì il colonnello mantovano Giovanni Chiassi (1827-1866). Garibaldi, giunto nel frattempo, comandò un contrattacco che spinse gli austriaci a ripiegare sulle posizioni di partenza. Una parallela azione contro Cimego e Condino ebbe analogo esito.
L'offensiva austriaca aveva fallito in pieno l'obiettivo strategico di liberare la Val di Ledro. Gli scontri, anzi, avevano dimostrato la serietà della minaccia italiana e Garibaldi poteva ora consolidarsi in Val di Ledro e avviare nuove azioni offensive.

## Il ripiegamento generale austriaco

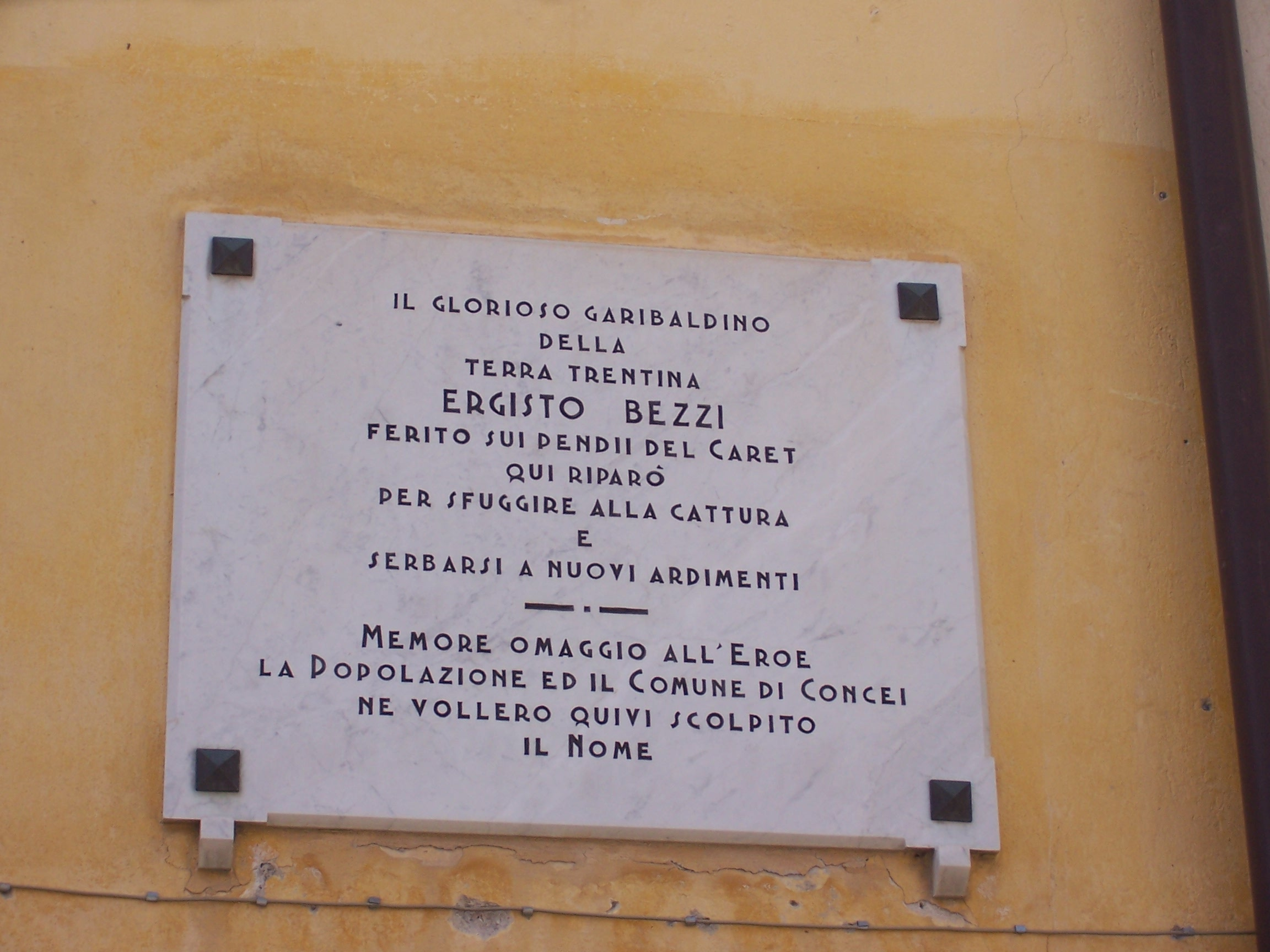
Locca di Concei. La lapide che ricorda il ferimento del capitano Ergisto Bezzi nel corso della battaglia di Bezzecca

La battaglia di Bezzecca consentiva a Garibaldi di aprire la strada verso Trento, passando a fianco dei forti di Riva del Garda, ancora tenuti dagli austriaci, oppure aprendosi la strada verso nord, passando per la cattura dei forti di Lardaro. Preparativi per quest'ultima azione vennero, in effetti, predisposti.
Ma nel frattempo si sviluppava anche l'azione di Medici. Il 22 luglio egli occupava, combattendo, Primolano, all'imbocco della Valsugana. Il 24 luglio scacciava gli austriaci da Borgo Valsugana eppoi, con un assalto notturno, Levico, a 27 km da Trento. Il 25 luglio si attestava di fronte a Civezzano, una stretta subito a ridosso di Trento ed assaliva Vigolo Vattaro, al passo della Valsorda, da cui si accedeva all'Adige subito sotto Trento (Invasione del Trentino (Medici - 1866)).
Il 24 luglio le truppe di Heribert Höffern von Saalfeld, che tenevano Lardaro, ricevettero l'ordine di ritirarsi immediatamente e la sera stessa raggiunsero Stenico, al termine delle Valli Giudicarie. Le truppe del maggiore Philipp Graf Grunne (reduce dalla azione di Bezzecca alla battaglia di Bezzecca) stazionavano ad Arco, a guardare la strada dalla Val di Ledro verso Trento. Si trattava, in pratica, dei due unici passaggi disponibili dal lago d'Idro a Trento per il generale Garibaldi.
Le truppe a difesa della Vallarsa da Vicenza, via Schio o Valdagno su Rovereto, vennero comandate a Mattarello, allo sbocco della menzionata Valsorda a due km da Trento: Kuhn rinunciava, così, alla difesa di Rovereto.
I restanti accessi all'Adige dalle valli a nord di Trento vennero chiusi inviando a Cavalese una brigata (per assicurare la Val di Fiemme, pericolosa in quanto scende su Ora, a metà strada fra Bolzano e Trento e lasciando a difesa dello Stelvio e del Tonale le poche truppe colà già acquartierate.
Tutte le altre truppe disponibili vennero comandate a Trento.

## Il successo strategico della campagna italiana

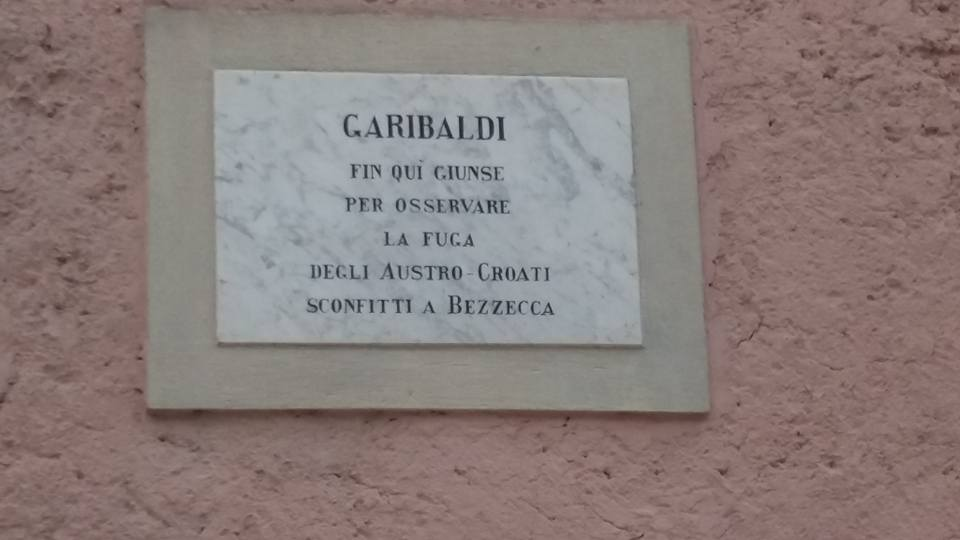
Lenzumo di Ledro, lapide commemorativa

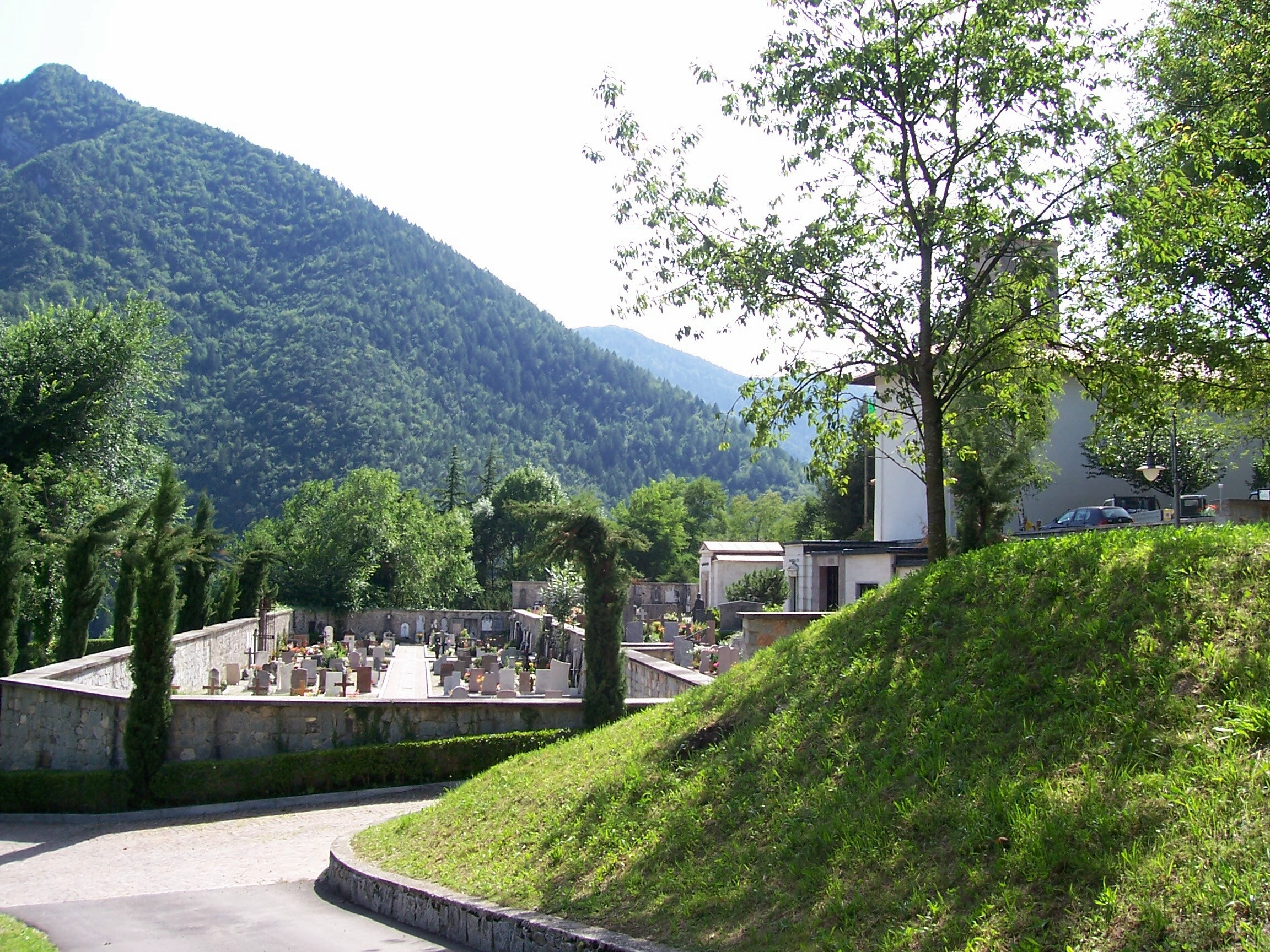
Bezzecca, il cimitero sul Colle di Santo Stefano, detto anche Dos del Cerì. Qui, il 21 luglio, la battaglia fra garibaldini e austriaci fu particolarmente accanita con i volontari asserragliati a difesa nel cimitero.

I movimenti del Kuhn stavano precisamente a significare che gli austriaci si predisponevano all'assedio di Trento. Il risultato strategico del Garibaldi e del Medici poteva dirsi quasi raggiunto.
Il comandante austriaco, in effetti, aveva ottenuto dall'arciduca Alberto l'autorizzazione a ritirarsi, se costretto, a difesa dell'Alto Adige di lingua tedesca, abbandonando il Trentino di lingua italiana. Solo, egli era deciso a dare battaglia davanti a Trento prima dello sgombero del Trentino.
Ma non si trattava ancora, per lui, della battaglia decisiva. C'era ancora da salvare Bolzano. Dopo un duro e glorioso scontro, si sarebbe probabilmente ritirato e gli Italiani lo avrebbero lasciato passare: come il Medici aveva dimostrato sin da Primolano, l'obiettivo della campagna era occupare quanto più del Trentino fosse possibile: ricacciare il nemico, non necessariamente schiacciarlo.

## Gli ultimi scontri
Il 25 luglio, in mattinata una forte colonna di volontari salì i ripidi pendii rocciosi a picco sul lago di Garda, che dividono la parte terminale della Val Di Ledro da Riva. Quando presero a scendere a dirotto sulla cittadina subirono il bombardamento delle batterie del forte austriaco di San Nicolò, posto sul lago all'estremità opposta della cittadina, a metà strada fra Riva e Torbole. Contribuirono al bombardamento anche le cannoniere della flottiglia lacuale, che a Riva avevano base.
Un secondo tentativo avvenne la mattina presto del 26 luglio, quando i volontari scesero da Campi e Pranzo sino a Deva, giusto alle porte di Riva.
Ma nella notte era giunta la notizia che dalla mattina del 25 luglio era entrata in vigore una tregua d'armi di 8 giorni, fra Italia ed Austria. Trenta uomini della guarnigione del forte con il comandante, tenente Bellovaric, si fecero incontro ai volontari pretendendo dagli ufficiali il rispetto dei termini della tregua e questi ultimi, ad un passo dall'obiettivo, si arrestarono.

## La tregua d'armi

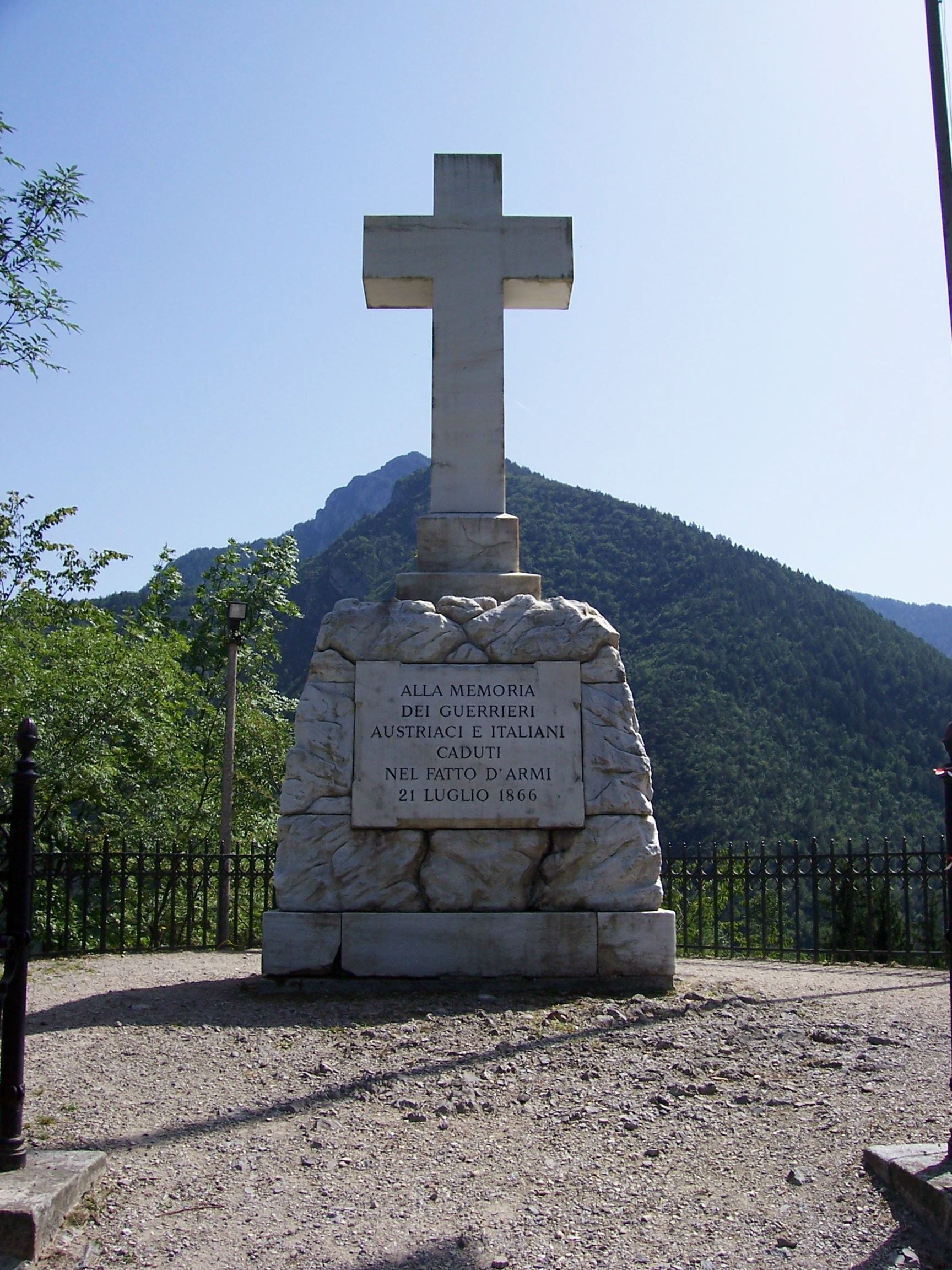
Bezzecca, Colle di Santo Stefano. La croce collocata nel 1896 a ricordo dei caduti italiani e austriaci

La tregua, in effetti, era stata sottoscritta il giorno precedente, 24 luglio, e prevedeva una sospensione d'armi dalle 8 di mattina, per 8 giorni.
Lo stesso 24 luglio, infatti, era stata sottoscritta una tregua d'armi fra austriaci e prussiani, ed anche l'Italia si trovò obbligata al medesimo passo.
Le difficoltà della posizione austriaca sono, comunque, ben rappresentate dagli ordini scritti di quel 25 luglio. L'arciduca Alberto ordinava a Kuhn e ai suoi trentini: "le estreme punte dell'armata rimangono nelle loro attuali posizioni. Poi tenere Trento fino all'ultimo".
Il Kuhn ordinava ai suoi comandanti: “Nel caso le truppe avanzate fossero costrette a ritirarsi, debbono farlo difendendo strenuamente ogni tratto di terreno metro per metro, ogni cascina, ogni casa. Dopo avere evacuato la prima linea dove attualmente si trovano le truppe, si deve tenere ad ogni costo …  naturalmente dopo aver difeso gli intervalli di terreno … la terza linea è per ultimo la città stessa; il direttore del genio tenente colonnello Wolter ha il compito di far eseguire immediatamente le necessarie fortificazioni. Ritengo personalmente responsabile ciascuno dei signori ufficiali che la difesa venga compiuta col massimo valore secondo gli ordini di sua altezza imperiale l'arciduca Alberto."
Giungevano a rinforzo da Innsbrück appena due reggimenti e una batteria.
Contemporaneamente le truppe a del Grünne ad Arco vennero comandate a Trento: veniva così, sostanzialmente, abbandonata anche la Valle Sarca, dopo tutto il corso inferiore dell'Adige.  In esse erano ormai presenti solo piccoli drappelli, a mostrar la bandiera: le guarnigioni a Lardaro e Riva, due compagnie inviate di corsa a Rovereto: nulla che potesse offrire alcun potenziale difensivo.
Nei giorni successivi si intensificò lo sforzo politico, con i garibaldini impegnati ad organizzare i consueti plebisciti per l'annessione al Regno d'Italia delle comunità appena occupate e relative petizioni al re Vittorio Emanuele II di Savoia. Gli austriaci, con piccoli drappelli, a dissuadere le popolazioni da eventuali manifestazioni o sollevazioni, che avrebbero potuto pesare al tavolo della pace.

## La pace

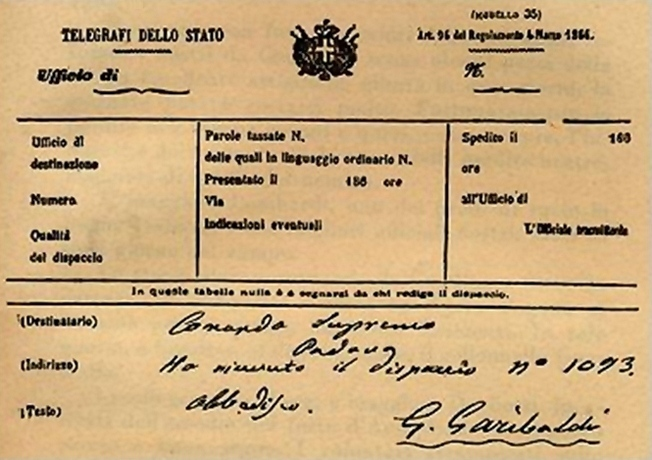
Il telegramma Obbedisco di Garibaldi

Il 9 agosto giungeva la notizia del prossimo armistizio tra il Regno d'Italia e l'Impero austriaco e con essa l'ordine de La Marmora di sgomberare il Trentino entro 24 ore.
Dalla piazza di Bezzecca, Garibaldi rispose con un telegramma, «Obbedisco», divenuto in seguito celebre. L'ordine di arresto, comunque, venne vissuto come una profonda ferita, come riportato dalla stampa popolare. Ad esempio, secondo la giornalista inglese Jessie White: «Ho visto rompere spade, spezzare baionette, molti gettarsi a terra e rotolarsi nelle zolle ancora inzuppate del sangue dei fratelli». In generale, le truppe eseguirono l’ordine in maniera disordinata e mostrando evidenti segni di insubordinazione. Tale era lo stato delle cose che, quando Garibaldi rientrò in Brescia, il Re non volle correre il rischio di passare in rassegna le camicie rosse.
Della reazione del Medici nulla di celebre è stato tramandato: la mattina dell'11 agosto il Kuhn mosse con una colonna sulla Valsugana e la trovò sgombra.
Al seguito della ritirata garibaldina si mossero gli austriaci che trovarono strade sgombre, salvo alcune unità isolate che vennero accompagnate al confine. A Cologna (frazione di Pieve di Bono, venne rinvenuta la portantina con cui Garibaldi si era fatto trasportare dopo la ferita ricevuta a Monte Suello: essa venne messa a disposizione del museo di Innsbruck.
Attualmente la portantina adoperata da Garibaldi si trova al Tiroler Kaiserjäger museum di Innsbruck.
La cessazione delle ostilità venne sancita con l'armistizio di Cormons, il 12 agosto 1866, firmato dal generale Agostino Petitti Bagliani di Roreto. Il 3 ottobre fu firmata la pace, a Vienna.

## Considerazioni conclusive
Giuseppe Garibaldi, comunque, aveva condotto una buona campagna contro un nemico inferiore di numero, ma difeso da posizioni ben fortificate e dai combattenti tirolesi, da lungo tempo preparati alle insidie del territorio di montagna. Soprattutto, la vittoria di Bezzecca venne ricordata come l'unico successo italiano di una guerra segnata dalle sconfitte nelle battaglie di Custoza e di Lissa.

## Conseguenze: la creazione del corpo degli Alpini
La campagna aveva dimostrato l'importanza di disporre di un'adeguata forza di protezione dei valichi alpini del Trentino e dell'Alto Adige austriaci, dal momento che, con l'acquisizione del Veneto, il confine alpino si estendeva per alcune centinaia di chilometri.  Meglio ancora se tale difesa fosse stata affidata agli stessi valligiani.  La stessa strategia del Kuhn, d'altra parte, doveva gran parte della sua efficacia alla disponibilità di reparti e milizie indigene tirolesi, avvezze alle marce e ai combattimenti in quota.
È significativo che i primi centri di mobilitazione (Distretti Militari) costituiti nel regno italiano già nel 1870 fossero quelli di Cuneo, Torino, Novara, Como (che allora includeva Sondrio, Lecco e Varese), Brescia, Treviso e Udine, cioè quelli ai quali più tardi vennero assegnate le compagnie alpine.
La nascita ufficiale del corpo degli Alpini risale a sei anni dopo la battaglia di Bezzecca, il 15 ottobre 1872, ad opera del capitano Giuseppe Perrucchetti, ufficiale dei bersaglieri.

## Approfondimento dei principali combattimenti
- Battaglia di Ponte Caffaro
- Battaglia di Monte Suello
- Operazioni in Val Vestino (1866)
- Battaglia di Lodrone
- Battaglia di Vezza d'Oglio
- Operazioni militari navali sul Lago di Garda nel 1866
- Operazioni in Valtellina (1866)
- Assedio del Forte d'Ampola
- Battaglia di Condino
- Battaglia di Pieve di Ledro
- Battaglia di Bezzecca